# Маринър 3
Маринър 3 и 4 са идентични по конструкция и са първите сонди от програма Маринър, изпратени към Марс. Маринър 3 е изстрелян на 5 ноември 1964 от площадка 13 на Кейп Канаверъл, но кожухът обвиващ апарата на върха на ракетата не се разтваря както трябва, проваляйки мисията. Тъй като слънчевите панели захранващи сондата с електричество не могат да се разтворят, скоро батериите ѝ се изтощават и тя престава да функционира, оставайки да се рее в околослънчева орбита.
Три седмици по-късно, на 28 ноември 1968 година, е изстрелян успешно Маринър 4 и той поема осеммесечно пътешествие до планетата.